# FIA-GT-Meisterschaft 2009
Die FIA-GT-Meisterschaft 2009 war die 13. Saison der FIA-GT-Meisterschaft.
Der Saisonstart fand am 3. Mai 2009 in Silverstone statt. Das letzte Rennen wurde am 25. Oktober in Zolder gefahren.
Es wurden insgesamt acht Rennen in Großbritannien, Italien, Deutschland, Belgien, Ungarn, Portugal und Frankreich ausgetragen.
Gesamt- und GT1-Sieger wurden Michael Bartels und Andrea Bertolini nach 2008 in Folge in einem Maserati MC12 GT1 mit 55 Punkten. Die GT2-Wertung gewann der Brite Richard Westbrook mit 56 Punkten mit einem Porsche 911 GT3 RSR (Typ 997).

## Starterfeld
Folgende Fahrer und Teams sind in der Saison gestartet.

### GT1-Starterfeld
| Nr. | Fahrer                | Team                      | Fahrzeug (Motor)                              | Reifen | Rennwochenende |
| --- | --------------------- | ------------------------- | --------------------------------------------- | ------ | -------------- |
| 1   | Michael Bartels       | Vitaphone Racing Team     | Maserati MC12 GT1 (Maserati 6.0 l V12)        | M      | alle           |
| 1   | Andrea Bertolini      | Vitaphone Racing Team     | Maserati MC12 GT1 (Maserati 6.0 l V12)        | M      | alle           |
| 1   | Stéphane Sarrazin     | Vitaphone Racing Team     | Maserati MC12 GT1 (Maserati 6.0 l V12)        | M      | 4              |
| 1   | Alexandre Negrão      | Vitaphone Racing Team     | Maserati MC12 GT1 (Maserati 6.0 l V12)        | M      | 4              |
| 2   | Miguel Ramos          | Vitaphone Racing Team     | Maserati MC12 GT1 (Maserati 6.0 l V12)        | M      | alle           |
| 2   | Alex Müller           | Vitaphone Racing Team     | Maserati MC12 GT1 (Maserati 6.0 l V12)        | M      | alle           |
| 2   | Eric van de Poele     | Vitaphone Racing Team     | Maserati MC12 GT1 (Maserati 6.0 l V12)        | M      | 4              |
| 2   | Pedro Lamy            | Vitaphone Racing Team     | Maserati MC12 GT1 (Maserati 6.0 l V12)        | M      | 4              |
| 33  | Alessandro Pier Guidi | Vitaphone Racing Team DHL | Maserati MC12 GT1 (Maserati 6.0 l V12)        | M      | 4–8            |
| 33  | Vincent Vosse         | Vitaphone Racing Team DHL | Maserati MC12 GT1 (Maserati 6.0 l V12)        | M      | 4              |
| 33  | Carl Rosenblad        | Vitaphone Racing Team DHL | Maserati MC12 GT1 (Maserati 6.0 l V12)        | M      | 4              |
| 33  | Stéphane Lémeret      | Vitaphone Racing Team DHL | Maserati MC12 GT1 (Maserati 6.0 l V12)        | M      | 4              |
| 33  | Matteo Bobbi          | Vitaphone Racing Team DHL | Maserati MC12 GT1 (Maserati 6.0 l V12)        | M      | 5–8            |
| 3   | Bert Longin           | Selleslagh Racing Team    | Chevrolet Corvette C6.R (Chevrolet 7.0 l V8)  | M      | alle           |
| 3   | James Ruffier         | Selleslagh Racing Team    | Chevrolet Corvette C6.R (Chevrolet 7.0 l V8)  | M      | alle           |
| 3   | Maxime Soulet         | Selleslagh Racing Team    | Chevrolet Corvette C6.R (Chevrolet 7.0 l V8)  | M      | 4              |
| 3   | Oliver Gavin          | Selleslagh Racing Team    | Chevrolet Corvette C6.R (Chevrolet 7.0 l V8)  | M      | 4              |
| 4   | Anthony Kumpen        | PekaRacing nv             | Chevrolet Corvette C6.R (Chevrolet 7.0 l V8)  | M      | alle           |
| 4   | Mike Hezemans         | PekaRacing nv             | Chevrolet Corvette C6.R (Chevrolet 7.0 l V8)  | M      | alle           |
| 4   | Kurt Mollekens        | PekaRacing nv             | Chevrolet Corvette C6.R (Chevrolet 7.0 l V8)  | M      | 4              |
| 4   | Jos Menten            | PekaRacing nv             | Chevrolet Corvette C6.R (Chevrolet 7.0 l V8)  | M      | 4              |
| 8   | Enrique Bernoldi      | Sangari Team Brazil       | Chevrolet Corvette C6.R (Chevrolet 7.0 l V8)  | M      | 4–8            |
| 8   | Roberto Streit        | Sangari Team Brazil       | Chevrolet Corvette C6.R (Chevrolet 7.0 l V8)  | M      | 4–8            |
| 8   | Xavier Maassen        | Sangari Team Brazil       | Chevrolet Corvette C6.R (Chevrolet 7.0 l V8)  | M      | 4, 6           |
| 9   | Jos Menten            | DKR Engineering           | Chevrolet Corvette C6.R (Chevrolet 7.0 l V8)  | M      | 1              |
| 9   | Markus Palttala       | DKR Engineering           | Chevrolet Corvette C6.R (Chevrolet 7.0 l V8)  | M      | 1              |
| 11  | Stéphane Lémeret      | Full Speed Racing         | Saleen S7-R (Ford 7.0 l V8)                   | P      | 1–3, 5, 6      |
| 11  | Luke Hines            | Full Speed Racing         | Saleen S7-R (Ford 7.0 l V8)                   | P      | 1–3, 5, 6      |
| 11  | Robert Dierick        | Full Speed Racing         | Saleen S7-R (Ford 7.0 l V8)                   | P      | 4              |
| 11  | Carlo van Dam         | Full Speed Racing         | Saleen S7-R (Ford 7.0 l V8)                   | P      | 4              |
| 11  | Arjan van der Zwaan   | Full Speed Racing         | Saleen S7-R (Ford 7.0 l V8)                   | P      | 4              |
| 11  | Rob van der Zwaan     | Full Speed Racing         | Saleen S7-R (Ford 7.0 l V8)                   | P      | 4              |
| 13  | Ferdinando Monfardini | Full Speed Racing         | Saleen S7-R (Ford 7.0 l V8)                   | P      | 1–3            |
| 13  | Michael Orts          | Full Speed Racing         | Saleen S7-R (Ford 7.0 l V8)                   | P      | 1, 2           |
| 13  | Johnny Mowlem         | Full Speed Racing         | Saleen S7-R (Ford 7.0 l V8)                   | P      | 3              |
| 14  | Karl Wendlinger       | K plus K Motorsport       | Saleen S7-R (Ford 7.0 l V8)                   | M      | 1–3, 5         |
| 14  | Ryan Sharp            | K plus K Motorsport       | Saleen S7-R (Ford 7.0 l V8)                   | M      | 1–3, 5         |
| 18  | Adam Lacko            | K plus K Motorsport       | Saleen S7-R (Ford 7.0 l V8)                   | M      | 1–3, 5         |
| 18  | Mario Domínguez       | K plus K Motorsport       | Saleen S7-R (Ford 7.0 l V8)                   | M      | 1–3            |
| 18  | Max Nilsson           | K plus K Motorsport       | Saleen S7-R (Ford 7.0 l V8)                   | M      | 5              |
| 19  | Xavier Maassen        | Luc Alphand Aventures     | Chevrolet Corvette C6.R (Chevrolet 7.0 l V8)  | M      | 1–3, 5, 7, 8   |
| 19  | Guillaume Moreau      | Luc Alphand Aventures     | Chevrolet Corvette C6.R (Chevrolet 7.0 l V8)  | M      | 1, 2           |
| 19  | Thomas Biagi          | Luc Alphand Aventures     | Chevrolet Corvette C6.R (Chevrolet 7.0 l V8)  | M      | 3, 5, 7, 8     |
| 21  | Ange Barde            | Solution F                | Ferrari 550 GTS Maranello (Ferrari 5.9 l V12) | M      | 7              |
| 21  | Olivier Panis         | Solution F                | Ferrari 550 GTS Maranello (Ferrari 5.9 l V12) | M      | 7              |
| 35  | Darren Turner         | Nissan Motorsports        | Nissan GT-R GT1 (Nissan 5.6 l V8)             | M      | 1, 3, 4, 8     |
| 35  | Michael Krumm         | Nissan Motorsports        | Nissan GT-R GT1 (Nissan 5.6 l V8)             | M      | 1, 3, 4, 8     |
| 35  | Anthony Davidson      | Nissan Motorsports        | Nissan GT-R GT1 (Nissan 5.6 l V8)             | M      | 4              |
| 40  | Bas Leinders          | Marc VDS Racing Team      | Ford GT1 (Ford 5.3 l V8)                      | M      | alle           |
| 40  | Renaud Kuppens        | Marc VDS Racing Team      | Ford GT1 (Ford 5.3 l V8)                      | M      | alle           |
| 40  | Eric de Doncker       | Marc VDS Racing Team      | Ford GT1 (Ford 5.3 l V8)                      | M      | 4              |
| 44  | Thomas Mutsch         | Matech GT Racing          | Ford GT1 (Ford 5.3 l V8)                      | M      | 1–3, 5, 7      |
| 44  | Thomas Biagi          | Matech GT Racing          | Ford GT1 (Ford 5.3 l V8)                      | M      | 1, 2           |
| 44  | Marc Hennerici        | Matech GT Racing          | Ford GT1 (Ford 5.3 l V8)                      | M      | 3              |
| 44  | Jonathan Hirschi      | Matech GT Racing          | Ford GT1 (Ford 5.3 l V8)                      | M      | 5              |
| 44  | Henri Moser           | Matech GT Racing          | Ford GT1 (Ford 5.3 l V8)                      | M      | 7              |

Anmerkungen
1. ↑  Werksteams waren in der Meisterschaft nicht berechtigt Punkte zu sammeln. Daher erhielten die Fahrer und das Team keine Meisterschaftspunkte.

### GT2-Starterfeld
| Nr. | Fahrer              | Team                    | Fahrzeug (Motor)                                                                      | Reifen | Wertung   | Rennwochenende |
| --- | ------------------- | ----------------------- | ------------------------------------------------------------------------------------- | ------ | --------- | -------------- |
| 50  | Toni Vilander       | AF Corse                | Ferrari F430 GTC (Ferrari 4.0 l V8)                                                   | M      |           | alle           |
| 50  | Gianmaria Bruni     | AF Corse                | Ferrari F430 GTC (Ferrari 4.0 l V8)                                                   | M      |           | alle           |
| 50  | Jaime Melo          | AF Corse                | Ferrari F430 GTC (Ferrari 4.0 l V8)                                                   | M      | 4         |                |
| 50  | Luís Pérez Companc  | AF Corse                | Ferrari F430 GTC (Ferrari 4.0 l V8)                                                   | M      | 4         | C              |
| 51  | Álvaro Barba        | AF Corse                | Ferrari F430 GTC (Ferrari 4.0 l V8)                                                   | M      |           | alle           |
| 51  | Niki Cadei          | AF Corse                | Ferrari F430 GTC (Ferrari 4.0 l V8)                                                   | M      |           | alle           |
| 51  | Matías Russo        | AF Corse                | Ferrari F430 GTC (Ferrari 4.0 l V8)                                                   | M      | 4         |                |
| 51  | Pierre Kaffer       | AF Corse                | Ferrari F430 GTC (Ferrari 4.0 l V8)                                                   | M      | 4         |                |
| 55  | Tim Mullen          | CRS Racing              | Ferrari F430 GTC (Ferrari 4.0 l V8)                                                   | M      |           | alle           |
| 55  | Chris Niarchos      | CRS Racing              | Ferrari F430 GTC (Ferrari 4.0 l V8)                                                   | M      | C         | 1–7            |
| 55  | Phil Quaife         | CRS Racing              | Ferrari F430 GTC (Ferrari 4.0 l V8)                                                   | M      |           | 4              |
| 55  | Chris Goodwin       | CRS Racing              | Ferrari F430 GTC (Ferrari 4.0 l V8)                                                   | M      |           | 4              |
| 55  | Antonio García      | CRS Racing              | Ferrari F430 GTC (Ferrari 4.0 l V8)                                                   | M      | 8         |                |
| 56  | Andrew Kirkaldy     | CRS Racing              | Ferrari F430 GTC (Ferrari 4.0 l V8)                                                   | M      |           | alle           |
| 56  | Rob Bell            | CRS Racing              | Ferrari F430 GTC (Ferrari 4.0 l V8)                                                   | M      |           | alle           |
| 56  | Antonio García      | CRS Racing              | Ferrari F430 GTC (Ferrari 4.0 l V8)                                                   | M      | 4         |                |
| 56  | Peter Kox           | CRS Racing              | Ferrari F430 GTC (Ferrari 4.0 l V8)                                                   | M      | 4         |                |
| 58  | David Ashburn       | Trackspeed Racing       | Porsche 911 GT3 RSR (Porsche 3.8 l Flat-6) Porsche 911 GT3 RSR (Porsche 4.0 l Flat-6) | M      | C         | 8              |
| 58  | Sascha Maassen      | Trackspeed Racing       | Porsche 911 GT3 RSR (Porsche 3.8 l Flat-6) Porsche 911 GT3 RSR (Porsche 4.0 l Flat-6) | M      |           | 8              |
| 59  | David Ashburn       | Trackspeed Racing       | Porsche 911 GT3 RSR (Porsche 3.8 l Flat-6) Porsche 911 GT3 RSR (Porsche 4.0 l Flat-6) | M      | C         | 1–7            |
| 59  | Tim Sugden          | Trackspeed Racing       | Porsche 911 GT3 RSR (Porsche 3.8 l Flat-6) Porsche 911 GT3 RSR (Porsche 4.0 l Flat-6) | M      |           | 1, 2, 4–6      |
| 59  | Jörg Bergmeister    | Trackspeed Racing       | Porsche 911 GT3 RSR (Porsche 3.8 l Flat-6) Porsche 911 GT3 RSR (Porsche 4.0 l Flat-6) | M      | 3, 4, 8   |                |
| 59  | Stéphane Ortelli    | Trackspeed Racing       | Porsche 911 GT3 RSR (Porsche 3.8 l Flat-6) Porsche 911 GT3 RSR (Porsche 4.0 l Flat-6) | M      | 4         |                |
| 59  | Sascha Maassen      | Trackspeed Racing       | Porsche 911 GT3 RSR (Porsche 3.8 l Flat-6) Porsche 911 GT3 RSR (Porsche 4.0 l Flat-6) | M      | 7         |                |
| 59  | Christian Mamerow   | Trackspeed Racing       | Porsche 911 GT3 RSR (Porsche 3.8 l Flat-6) Porsche 911 GT3 RSR (Porsche 4.0 l Flat-6) | M      | 8         |                |
| 60  | Richard Westbrook   | Prospeed Competition    | Porsche 911 GT3 RSR (Porsche 3.8 l Flat-6) Porsche 911 GT3 RSR (Porsche 4.0 l Flat-6) | M      |           | alle           |
| 60  | Emmanuel Collard    | Prospeed Competition    | Porsche 911 GT3 RSR (Porsche 3.8 l Flat-6) Porsche 911 GT3 RSR (Porsche 4.0 l Flat-6) | M      | 1–7       |                |
| 60  | Sean Edwards        | Prospeed Competition    | Porsche 911 GT3 RSR (Porsche 3.8 l Flat-6) Porsche 911 GT3 RSR (Porsche 4.0 l Flat-6) | M      | 4         |                |
| 60  | Darryl O’Young      | Prospeed Competition    | Porsche 911 GT3 RSR (Porsche 3.8 l Flat-6) Porsche 911 GT3 RSR (Porsche 4.0 l Flat-6) | M      | 4         |                |
| 60  | Marco Holzer        | Prospeed Competition    | Porsche 911 GT3 RSR (Porsche 3.8 l Flat-6) Porsche 911 GT3 RSR (Porsche 4.0 l Flat-6) | M      | 8         |                |
| 61  | Marco Holzer        | Prospeed Competition    | Porsche 911 GT3 RSR (Porsche 3.8 l Flat-6) Porsche 911 GT3 RSR (Porsche 4.0 l Flat-6) | M      |           | 1–3, 5–7       |
| 61  | Darryl O’Young      | Prospeed Competition    | Porsche 911 GT3 RSR (Porsche 3.8 l Flat-6) Porsche 911 GT3 RSR (Porsche 4.0 l Flat-6) | M      | 1, 2, 5–8 |                |
| 61  | Sean Edwards        | Prospeed Competition    | Porsche 911 GT3 RSR (Porsche 3.8 l Flat-6) Porsche 911 GT3 RSR (Porsche 4.0 l Flat-6) | M      | 3         |                |
| 61  | Paul van Splunteren | Prospeed Competition    | Porsche 911 GT3 RSR (Porsche 3.8 l Flat-6) Porsche 911 GT3 RSR (Porsche 4.0 l Flat-6) | M      | 4         |                |
| 61  | Raymond Coronel     | Prospeed Competition    | Porsche 911 GT3 RSR (Porsche 3.8 l Flat-6) Porsche 911 GT3 RSR (Porsche 4.0 l Flat-6) | M      | 4         |                |
| 61  | Niek Hommerson      | Prospeed Competition    | Porsche 911 GT3 RSR (Porsche 3.8 l Flat-6) Porsche 911 GT3 RSR (Porsche 4.0 l Flat-6) | M      | 4         |                |
| 61  | Louis Machiels      | Prospeed Competition    | Porsche 911 GT3 RSR (Porsche 3.8 l Flat-6) Porsche 911 GT3 RSR (Porsche 4.0 l Flat-6) | M      | 4         |                |
| 61  | Marc Lieb           | Prospeed Competition    | Porsche 911 GT3 RSR (Porsche 3.8 l Flat-6) Porsche 911 GT3 RSR (Porsche 4.0 l Flat-6) | M      | 8         |                |
| 70  | Raymond Narac       | IMSA Performance Matmut | Porsche 911 GT3 RSR (Porsche 4.0 l Flat-6)                                            | M      |           | 4              |
| 70  | Patrick Pilet       | IMSA Performance Matmut | Porsche 911 GT3 RSR (Porsche 4.0 l Flat-6)                                            | M      |           | 4              |
| 70  | Patrick Long        | IMSA Performance Matmut | Porsche 911 GT3 RSR (Porsche 4.0 l Flat-6)                                            | M      |           | 4              |
| 77  | Paolo Ruberti       | BMS Scuderia Italia     | Ferrari F430 GTC (Ferrari 4.0 l V8)                                                   | M P    |           | alle           |
| 77  | Matteo Malucelli    | BMS Scuderia Italia     | Ferrari F430 GTC (Ferrari 4.0 l V8)                                                   | M P    |           | alle           |
| 77  | Kenneth Heyer       | BMS Scuderia Italia     | Ferrari F430 GTC (Ferrari 4.0 l V8)                                                   | M P    | 4         |                |
| 77  | Diego Romanini      | BMS Scuderia Italia     | Ferrari F430 GTC (Ferrari 4.0 l V8)                                                   | M P    | 4         |                |
| 78  | Diego Romanini      | BMS Scuderia Italia     | Ferrari F430 GTC (Ferrari 4.0 l V8)                                                   | M P    |           | 1–3, 5–7       |
| 78  | Kenneth Heyer       | BMS Scuderia Italia     | Ferrari F430 GTC (Ferrari 4.0 l V8)                                                   | M P    | 1–3, 5    |                |
| 78  | Fabio Babini        | BMS Scuderia Italia     | Ferrari F430 GTC (Ferrari 4.0 l V8)                                                   | M P    | 4         |                |
| 78  | Christian Pescatori | BMS Scuderia Italia     | Ferrari F430 GTC (Ferrari 4.0 l V8)                                                   | M P    | 4         |                |
| 78  | Marcello Zani       | BMS Scuderia Italia     | Ferrari F430 GTC (Ferrari 4.0 l V8)                                                   | M P    | 4         |                |
| 78  | Ettore Bonaldi      | BMS Scuderia Italia     | Ferrari F430 GTC (Ferrari 4.0 l V8)                                                   | M P    | 6, 7      |                |
| 78  | Stéphane Lémeret    | BMS Scuderia Italia     | Ferrari F430 GTC (Ferrari 4.0 l V8)                                                   | M P    | 8         |                |
| 78  | Luigi Lucchini      | BMS Scuderia Italia     | Ferrari F430 GTC (Ferrari 4.0 l V8)                                                   | M P    | 8         |                |
| 80  | Stefan Mücke        | Hexis Racing AMR        | Aston Martin V8 Vantage GT2 (Aston Martin 4.5 l V8)                                   | M      |           | 1, 3           |
| 80  | Frédéric Makowiecki | Hexis Racing AMR        | Aston Martin V8 Vantage GT2 (Aston Martin 4.5 l V8)                                   | M      |           | 1, 3           |
| 95  | Matías Russo        | Pecom Racing            | Ferrari F430 GTC (Ferrari 4.0 l V8)                                                   | M      |           | 1, 3, 5–8      |
| 95  | Luís Pérez Companc  | Pecom Racing            | Ferrari F430 GTC (Ferrari 4.0 l V8)                                                   | M      | C         | 1, 3, 5–8      |
| 95  | Cédric Sbirrazuoli  | Pecom Racing            | Ferrari F430 GTC (Ferrari 4.0 l V8)                                                   | M      |           | 2, 4           |
| 95  | Francesco La Mazza  | Pecom Racing            | Ferrari F430 GTC (Ferrari 4.0 l V8)                                                   | M      | 2         |                |
| 95  | Lorenzo Casè        | Pecom Racing            | Ferrari F430 GTC (Ferrari 4.0 l V8)                                                   | M      | 4         |                |
| 97  | Martin Ragginger    | Brixia Racing           | Porsche 911 GT3 RSR (Porsche 3.8 l Flat-6) Porsche 911 GT3 RSR (Porsche 4.0 l Flat-6) | M      |           | alle           |
| 97  | Luigi Lucchini      | Brixia Racing           | Porsche 911 GT3 RSR (Porsche 3.8 l Flat-6) Porsche 911 GT3 RSR (Porsche 4.0 l Flat-6) | M      | 1-7       |                |
| 97  | Marco Holzer        | Brixia Racing           | Porsche 911 GT3 RSR (Porsche 3.8 l Flat-6) Porsche 911 GT3 RSR (Porsche 4.0 l Flat-6) | M      | 4         |                |
| 97  | Bryce Miller        | Brixia Racing           | Porsche 911 GT3 RSR (Porsche 3.8 l Flat-6) Porsche 911 GT3 RSR (Porsche 4.0 l Flat-6) | M      | 4         |                |
| 97  | Emmanuel Collard    | Brixia Racing           | Porsche 911 GT3 RSR (Porsche 3.8 l Flat-6) Porsche 911 GT3 RSR (Porsche 4.0 l Flat-6) | M      | 8         |                |
| 99  | Maurizio Basso      | JMB Racing              | Ferrari F430 GTC (Ferrari 4.0 l V8)                                                   | M      |           | 4              |
| 99  | Peter Kutemann      | JMB Racing              | Ferrari F430 GTC (Ferrari 4.0 l V8)                                                   | M      |           | 4              |
| 99  | John Hartshorne     | JMB Racing              | Ferrari F430 GTC (Ferrari 4.0 l V8)                                                   | M      |           | 4              |
| 99  | Stéphane Daoudi     | JMB Racing              | Ferrari F430 GTC (Ferrari 4.0 l V8)                                                   | M      |           | 4              |

| Symbol | Fahrer-Wertung |
| ------ | -------------- |
| C      | Citation-Cup   |

## Rennkalender und Ergebnisse
| Runde | Rennen (Strecke)                                          | Datum         | Pole-Position                                         | Schnellste Runde                                     | Gesamtsieger                                           | Fahrzeug                |
| ----- | --------------------------------------------------------- | ------------- | ----------------------------------------------------- | ---------------------------------------------------- | ------------------------------------------------------ | ----------------------- |
| 1     | RAC Tourist Trophy Silverstone                            | 3. Mai        | Karl Wendlinger Ryan Sharp                            | Karl Wendlinger Ryan Sharp                           | Karl Wendlinger Ryan Sharp                             | Saleen S7-R             |
| 2     | 2-Stunden-Rennen von Adria Adria                          | 16. Mai       | Andrea Bertolini Michael Bartels                      | Xavier Maassen Guillaume Moreau                      | Andrea Bertolini Michael Bartels                       | Maserati MC12 GT1       |
| 3     | 2-Stunden-Rennen von Oschersleben Oschersleben            | 21. Juni      | Miguel Ramos Alex Müller                              | Miguel Ramos Alex Müller                             | Mike Hezemans Anthony Kumpen                           | Chevrolet Corvette C6.R |
| 4     | 24-Stunden-Rennen von Spa-Francorchamps Spa-Francorchamps | 26. Juli      | Pedro Lamy Miguel Ramos Alex Müller Eric van de Poele | Bert Longin Maxime Soulet James Ruffier Oliver Gavin | Mike Hezemans Anthony Kumpen Jos Menten Kurt Mollekens | Chevrolet Corvette C6.R |
| 5     | 2-Stunden-Rennen von Budapest Budapest                    | 9. August     | Alex Müller Miguel Ramos                              | Enrique Bernoldi Roberto Streit                      | Andrea Bertolini Michael Bartels                       | Maserati MC12 GT1       |
| 6     | 2-Stunden-Rennen von der Algarve Algarve                  | 20. September | Xavier Maassen Enrique Bernoldi Roberto Streit        | Alex Müller Miguel Ramos                             | James Ruffier Bert Longin                              | Chevrolet Corvette C6.R |
| 7     | 2-Stunden-Rennen von Paul Ricard Paul Ricard              | 4. Oktober    | Alex Müller Miguel Ramos                              | Enrique Bernoldi Roberto Streit                      | Enrique Bernoldi Roberto Streit                        | Chevrolet Corvette C6.R |
| 8     | 2-Stunden-Rennen von Zolder Zolder                        | 25. Oktober   | Alessandro Pier Guidi Matteo Bobbi                    | Andrea Bertolini Michael Bartels                     | Alessandro Pier Guidi Matteo Bobbi                     | Maserati MC12 GT1       |

## Meisterschaftsergebnisse

### Punktesystem
Punkte wurden an die ersten 8 klassifizierten Fahrer in folgender Anzahl vergeben:
| Platz  | 1. | 2. | 3. | 4. | 5. | 6. | 7. | 8. |
| Punkte | 10 | 8  | 6  | 5  | 4  | 3  | 2  | 1  |

Die Teams erhielten für alle klassifizierten Rennwagen Punkte. Für eine Klassifizierung mussten die Fahrzeuge unter den ersten 8 Plätze fahren und mindestens 75 % der Renndistanz zurücklegen.

### GT1-Fahrerwertung
| Platz | Fahrer                | SIL | ADR | OSC | SPA | BUD | ALG | PAU | ZOL | Punkte |
| ----- | --------------------- | --- | --- | --- | --- | --- | --- | --- | --- | ------ |
| 1     | Michael Bartels       | 2   | 1   | 2   | 4   | 1   | 5   | 5   | 3   | 55     |
| 1     | Andrea Bertolini      | 2   | 1   | 2   | 4   | 1   | 5   | 5   | 3   | 55     |
| 2     | Anthony Kumpen        | 4   | 2   | 1   | 1   | 5   | 2   | DNF | 2   | 53     |
| 2     | Mike Hezemans         | 4   | 2   | 1   | 1   | 5   | 2   | DNF | 2   | 53     |
| 3     | Bert Longin           | 6   | 5   | 4   | 5   | 6   | 1   | 3   | 6   | 38     |
| 3     | James Ruffier         | 6   | 5   | 4   | 5   | 6   | 1   | 3   | 6   | 38     |
| 4     | Xavier Maassen        | 3   | 4   | 5   | DNF | 4   | 4   | 4   | 4   | 35     |
| 5     | Alessandro Pier Guidi |     |     |     | 2   | 2   | 6   | 6   | 1   | 32     |
| 6     | Miguel Ramos          | DNF | 3   | 3   | 6   | DNF | 3   | 2   | 7   | 31     |
| 6     | Alex Müller           | DNF | 3   | 3   | 6   | DNF | 3   | 2   | 7   | 31     |
| 7     | Enrique Bernoldi      |     |     |     | DNF | 3   | 4   | 1   | 5   | 25     |
| 7     | Roberto Streit        |     |     |     | DNF | 3   | 4   | 1   | 5   | 25     |
| 8     | Matteo Bobbi          |     |     |     |     | 2   | 6   | 6   | 1   | 24     |
| 9     | Thomas Biagi          | 8   | 9   | 5   |     | 4   |     | 4   | 4   | 20     |
| 10    | Stéphane Lémeret      | 9   | 6   | 8   | 2   | DNF | 8   |     |     | 13     |
| 11    | Jos Menten            | 7   |     |     | 1   |     |     |     |     | 12     |
| 12    | Guillaume Moreau      | 3   | 4   |     |     |     |     |     |     | 11     |
| 13    | Karl Wendlinger       | 1   | DNF | 10  |     | DSQ |     |     |     | 10     |
| 13    | Ryan Sharp            | 1   | DNF | 10  |     | DSQ |     |     |     | 10     |
| 14    | Kurt Mollekens        |     |     |     | 1   |     |     |     |     | 10     |
| 15    | Renaud Kuppens        | 10  | 7   | 6   | NC  | 7   | 7   | 9   | DNF | 9      |
| 15    | Bas Leinders          | 10  | 7   | 6   | NC  | 7   | 7   | 9   | DNF | 9      |
| 16    | Vincent Vosse         |     |     |     | 2   |     |     |     |     | 8      |
| 16    | Carl Rosenblad        |     |     |     | 2   |     |     |     |     | 8      |
| 17    | Adam Lacko            | 5   | 8   | DNF |     | 8   |     |     |     | 6      |
| 18    | Stéphane Sarrazin     |     |     |     | 4   |     |     |     |     | 5      |
| 18    | Alexandre Negrão      |     |     |     | 4   |     |     |     |     | 5      |
| 19    | Mario Domínguez       | 5   | 8   | DNF |     |     |     |     |     | 5      |
| 20    | Luke Hines            | 9   | 6   | 8   |     | DNF | 8   |     |     | 5      |
| 21    | Maxime Soulet         |     |     |     | 5   |     |     |     |     | 4      |
| 21    | Oliver Gavin          |     |     |     | 5   |     |     |     |     | 4      |
| 22    | Thomas Mutsch         | 8   | 9   | 7   |     | 9   |     | 8   |     | 4      |
| 23    | Eric van de Poele     |     |     |     | 6   |     |     |     |     | 3      |
| 23    | Pedro Lamy            |     |     |     | 6   |     |     |     |     | 3      |
| 24    | Markus Palttala       | 7   |     |     |     |     |     |     |     | 2      |
| 24    | Marc Hennerici        |     |     | 7   |     |     |     |     |     | 2      |
| 24    | Ange Barde            |     |     |     |     |     |     | 7   |     | 2      |
| 24    | Olivier Panis         |     |     |     |     |     |     | 7   |     | 2      |
| 25    | Max Nilsson           |     |     |     |     | 8   |     |     |     | 1      |
| 25    | Henri Moser           |     |     |     |     |     |     | 8   |     | 1      |
| Platz | Fahrer                | SIL | ADR | OSC | SPA | BUD | ALG | PAU | ZOL | Punkte |

| Legende  | Legende            | Legende                                                          |
| Farbe    | Abkürzung          | Bedeutung                                                        |
| -------- | ------------------ | ---------------------------------------------------------------- |
| Gold     | –                  | Sieg                                                             |
| Silber   | –                  | 2. Platz                                                         |
| Bronze   | –                  | 3. Platz                                                         |
| Grün     | –                  | Platzierung in den Punkten                                       |
| Blau     | –                  | Klassifiziert außerhalb der Punkteränge                          |
| Violett  | DNF                | Rennen nicht beendet (did not finish)                            |
| Violett  | NC                 | nicht klassifiziert (not classified)                             |
| Rot      | DNQ                | nicht qualifiziert (did not qualify)                             |
| Rot      | DNPQ               | in Vorqualifikation gescheitert (did not pre-qualify)            |
| Schwarz  | DSQ                | disqualifiziert (disqualified)                                   |
| Weiß     | DNS                | nicht am Start (did not start)                                   |
| Weiß     | WD                 | zurückgezogen (withdrawn)                                        |
| Hellblau | PO                 | nur am Training teilgenommen (practiced only)                    |
| Hellblau | TD                 | Freitags-Testfahrer (test driver)                                |
| ohne     | DNP                | nicht am Training teilgenommen (did not practice)                |
| ohne     | INJ                | verletzt oder krank (injured)                                    |
| ohne     | EX                 | ausgeschlossen (excluded)                                        |
| ohne     | DNA                | nicht erschienen (did not arrive)                                |
| ohne     | C                  | Rennen abgesagt (cancelled)                                      |
| ohne     | keine WM-Teilnahme |                                                                  |
| sonstige | P/fett             | Pole-Position                                                    |
| sonstige | 1/2/3/4/5/6/7/8    | Punktplatzierung im Sprint-/Qualifikationsrennen                 |
| sonstige | SR/kursiv          | Schnellste Rennrunde                                             |
| sonstige | *                  | nicht im Ziel, aufgrund der zurückgelegten Distanz aber gewertet |
| sonstige | ()                 | Streichresultate                                                 |
| sonstige | unterstrichen      | Führender in der Gesamtwertung                                   |

### GT2-Fahrerwertung
| Platz | Fahrer              | SIL | ADR | OSC | SPA | BUD | ALG | PAU | ZOL | Punkte |
| ----- | ------------------- | --- | --- | --- | --- | --- | --- | --- | --- | ------ |
| 1     | Richard Westbrook   | 1   | 1   | DNF | DSQ | 1   | 2   | 2   | 1   | 56     |
| 2     | Gianmaria Bruni     | 11  | 2   | 1   | 1   | 2   | 6   | 1   | 4   | 54     |
| 2     | Toni Vilander       | 11  | 2   | 1   | 1   | 2   | 6   | 1   | 4   | 54     |
| 3     | Emmanuel Collard    | 1   | 1   | DNF | DSQ | 1   | 2   | 2   | 6   | 49     |
| 4     | Álvaro Barba        | 5   | 3   | 7   | DNF | 5   | 1   | 3   | 7   | 34     |
| 4     | Niki Cadei          | 5   | 3   | 7   | DNF | 5   | 1   | 3   | 7   | 34     |
| 5     | Rob Bell            | 3   | 7   | 5   | 2   | 6   | 5   | 8   | 3   | 34     |
| 5     | Andrew Kirkaldy     | 3   | 7   | 5   | 2   | 6   | 5   | 8   | 3   | 34     |
| 6     | Luís Pérez Companc  | 2   |     | DNF | 1   | 7   | 4   | 4   | 10  | 30     |
| 7     | Paolo Ruberti       | 4   | 10  | DNF | DNF | 3   | 3   | 7   | 2   | 27     |
| 7     | Matteo Malucelli    | 4   | 10  | DNF | DNF | 3   | 3   | 7   | 2   | 27     |
| 8     | Marco Holzer        | 6   | 4   | DSQ | DSQ | 4   | DNF | DSQ | 1   | 23     |
| 9     | Tim Mullen          | 9   | 6   | 3   | 3   | 8   | 8   | 5   | DNF | 21     |
| 9     | Chris Niarchos      | 9   | 6   | 3   | 3   | 8   | 8   | 5   |     | 21     |
| 10    | Matías Russo        | 2   |     | DNF | DNF | 7   | 4   | 4   | 10  | 20     |
| 11    | Martin Ragginger    | 8   | 5   | 4   | DSQ | 9   | 7   | 6   | 6   | 18     |
| 12    | Luigi Lucchini      | 8   | 5   | 4   | DSQ | 9   | 7   | 6   | DNF | 15     |
| 13    | Darryl O’Young      | 6   | 4   |     | DSQ | 4   | DNF | DSQ | 8   | 14     |
| 14    | Jaime Melo          |     |     |     | 1   |     |     |     |     | 10     |
| 15    | Frédéric Makowiecki | 7   |     | 2   |     |     |     |     |     | 10     |
| 15    | Stefan Mücke        | 7   |     | 2   |     |     |     |     |     | 10     |
| 16    | Antonio García      |     |     |     | 2   |     |     |     | DNF | 8      |
| 16    | Peter Kox           |     |     |     | 2   |     |     |     |     | 8      |
| 17    | Jörg Bergmeister    |     |     | 6   | DSQ |     |     |     | 5   | 7      |
| 18    | Phil Quaife         |     |     |     | 3   |     |     |     |     | 6      |
| 18    | Chris Goodwin       |     |     |     | 3   |     |     |     |     | 6      |
| 19    | Maurizio Basso      |     |     |     | 4   |     |     |     |     | 5      |
| 19    | Peter Kutemann      |     |     |     | 4   |     |     |     |     | 5      |
| 19    | John Hartshone      |     |     |     | 4   |     |     |     |     | 5      |
| 19    | Stéphane Daoudi     |     |     |     | 4   |     |     |     |     | 5      |
| 20    | Christian Mamerow   |     |     |     |     |     |     |     | 5   | 4      |
| 21    | David Ashburn       | DNF | 8   | 6   | DSQ | 11  | 10  | 9   | 9   | 4      |
| 22    | Diego Romanini      | 10  | 9   | 8   | DNF | 10  | 9   | DNF |     | 1      |
| 23    | Kenneth Heyer       | 10  | 9   | 8   | DNF | 10  |     |     |     | 1      |
| 24    | Tim Sugden          | DNF | 8   |     | DSQ | 11  | 10  |     |     | 1      |
| 25    | Marc Lieb           |     |     |     |     |     |     |     | 8   | 1      |
| Platz | Fahrer              | SIL | ADR | OSC | SPA | BUD | ALG | PAU | ZOL | Punkte |

### GT1-Teamwertung
| Platz | Team                      | SIL | ADR | OSC | SPA | BUD | ALG | PAU | ZOL | Punkte |
| ----- | ------------------------- | --- | --- | --- | --- | --- | --- | --- | --- | ------ |
| 1     | Vitaphone Racing Team     | 2   | 1   | 2   | 4   | 1   | 3   | 2   | 3   | 86     |
| 1     | Vitaphone Racing Team     | DNF | 3   | 3   | 6   | DNF | 5   | 5   | 7   | 86     |
| 2     | PekaRacing nv             | 4   | 2   | 1   | 1   | 5   | 2   | DNF | 2   | 53     |
| 3     | Selleslagh Racing Team    | 6   | 5   | 4   | 5   | 6   | 1   | 3   | 6   | 38     |
| 4     | Vitaphone Racing Team DHL |     |     |     | 2   | 2   | 6   | 6   | 1   | 32     |
| 5     | Luc Alphand Aventures     | 3   | 4   | 5   |     | 4   |     | 4   | 4   | 30     |
| 6     | Sangari Team Brazil       |     |     |     | DNF | 3   | 4   | 1   | 5   | 25     |
| 7     | K plus K Motorsport       | 1   | DNF | 10  |     | DSQ |     |     |     | 16     |
| 7     | K plus K Motorsport       | 5   | 8   | DNF |     | 8   |     |     |     | 16     |
| 8     | Marc VDS Racing Team      | 10  | 7   | 6   | NC  | 7   | 7   | 9   | DNF | 9      |
| 9     | Full Speed Racing         | 9   | 6   | 8   | DNF | DNF | 8   |     |     | 5      |
| 9     | Full Speed Racing         | DNF | DNF | DNF |     |     |     |     |     | 5      |
| 10    | Matech GT Racing          | 8   | 9   | 7   |     | 9   |     | 8   |     | 4      |
| 11    | DKR Engineering           | 7   |     |     |     |     |     |     |     | 2      |
| 11    | Solution F                |     |     |     |     |     |     | 7   |     | 2      |

| Legende  | Legende            | Legende                                                          |
| Farbe    | Abkürzung          | Bedeutung                                                        |
| -------- | ------------------ | ---------------------------------------------------------------- |
| Gold     | –                  | Sieg                                                             |
| Silber   | –                  | 2. Platz                                                         |
| Bronze   | –                  | 3. Platz                                                         |
| Grün     | –                  | Platzierung in den Punkten                                       |
| Blau     | –                  | Klassifiziert außerhalb der Punkteränge                          |
| Violett  | DNF                | Rennen nicht beendet (did not finish)                            |
| Violett  | NC                 | nicht klassifiziert (not classified)                             |
| Rot      | DNQ                | nicht qualifiziert (did not qualify)                             |
| Rot      | DNPQ               | in Vorqualifikation gescheitert (did not pre-qualify)            |
| Schwarz  | DSQ                | disqualifiziert (disqualified)                                   |
| Weiß     | DNS                | nicht am Start (did not start)                                   |
| Weiß     | WD                 | zurückgezogen (withdrawn)                                        |
| Hellblau | PO                 | nur am Training teilgenommen (practiced only)                    |
| Hellblau | TD                 | Freitags-Testfahrer (test driver)                                |
| ohne     | DNP                | nicht am Training teilgenommen (did not practice)                |
| ohne     | INJ                | verletzt oder krank (injured)                                    |
| ohne     | EX                 | ausgeschlossen (excluded)                                        |
| ohne     | DNA                | nicht erschienen (did not arrive)                                |
| ohne     | C                  | Rennen abgesagt (cancelled)                                      |
| ohne     | keine WM-Teilnahme |                                                                  |
| sonstige | P/fett             | Pole-Position                                                    |
| sonstige | 1/2/3/4/5/6/7/8    | Punktplatzierung im Sprint-/Qualifikationsrennen                 |
| sonstige | SR/kursiv          | Schnellste Rennrunde                                             |
| sonstige | *                  | nicht im Ziel, aufgrund der zurückgelegten Distanz aber gewertet |
| sonstige | ()                 | Streichresultate                                                 |
| sonstige | unterstrichen      | Führender in der Gesamtwertung                                   |

### GT2-Teamwertung
| Platz | Team                    | SIL | ADR | OSC | SPA | BUD | ALG | PAU | ZOL | Punkte |
| ----- | ----------------------- | --- | --- | --- | --- | --- | --- | --- | --- | ------ |
| 1     | AF Corse                | 5   | 2   | 1   | 1   | 2   | 1   | 1   | 4   | 88     |
| 1     | AF Corse                | 11  | 3   | 7   | DNF | 5   | 6   | 3   | 7   | 88     |
| 2     | Prospeed Competition    | 1   | 1   | DSQ | DSQ | 1   | 2   | 2   | 1   | 70     |
| 2     | Prospeed Competition    | 6   | 4   | DNF | DSQ | 4   | DNF | DSQ | 8   | 70     |
| 3     | CRS Racing              | 3   | 6   | 3   | 2   | 6   | 5   | 5   | 3   | 55     |
| 3     | CRS Racing              | 9   | 7   | 5   | 3   | 8   | 8   | 8   | DNF | 55     |
| 4     | BMS Scuderia Italia     | 4   | 9   | 8   | DNF | 3   | 3   | 7   | 2   | 28     |
| 4     | BMS Scuderia Italia     | 10  | 10  | DNF | DNF | 10  | 9   | DNF | DNF | 28     |
| 5     | Pecom Racing            | 2   | DNF | DNF | DNF | 7   | 4   | 4   | 10  | 20     |
| 6     | Brixia Racing           | 8   | 5   | 4   | DSQ | 9   | 7   | 6   | 6   | 18     |
| 7     | Hexis Racing AMR        | 7   |     | 2   |     |     |     |     |     | 10     |
| 8     | Trackspeed Racing       | DNF | 8   | 6   | DSQ | 11  | 10  | 9   | 5   | 8      |
| 8     | Trackspeed Racing       |     |     |     |     |     | 9   |     |     | 8      |
| 9     | JMB Racing              |     |     |     | 4   |     |     |     |     | 5      |
| 10    | IMSA Performance Matmut |     |     |     | DSQ |     |     |     |     | 0      |

### GT1-Markenwertung
Obwohl im Reglement für die GT1-Klasse eine Markenwertung ausgeschrieben war, wurde keine Auszeichnung in der Saison an die GT1-Hersteller vergeben.

### GT2-Markenwertung
| Platz | Konstrukteur | SIL | ADR | OSC | SPA | BUD | ALG | PAU | ZOL | Punkte |
| ----- | ------------ | --- | --- | --- | --- | --- | --- | --- | --- | ------ |
| 1     | Ferrari      | 23  | 19  | 22  | 19  | 21  | 0   | 25  | 21  | 150    |
| 2     | Porsche      | 14  | 20  | 8   | 19  | 15  | 0   | 11  | 18  | 105    |
| 3     | Aston Martin | 2   |     | 8   |     |     |     |     |     | 10     |